# Shōren-ji
Le Shōren-ji (青蓮寺 ()) est un temple bouddhiste situé dans l'arrondissement Tennōji-ku d'Osaka, au Japon.  Il a été fondé par le prince Shōtoku et est affilié à Kōyasan Shingon-shū. 